# Een dag uit het leven van Ivan Denisovitsj

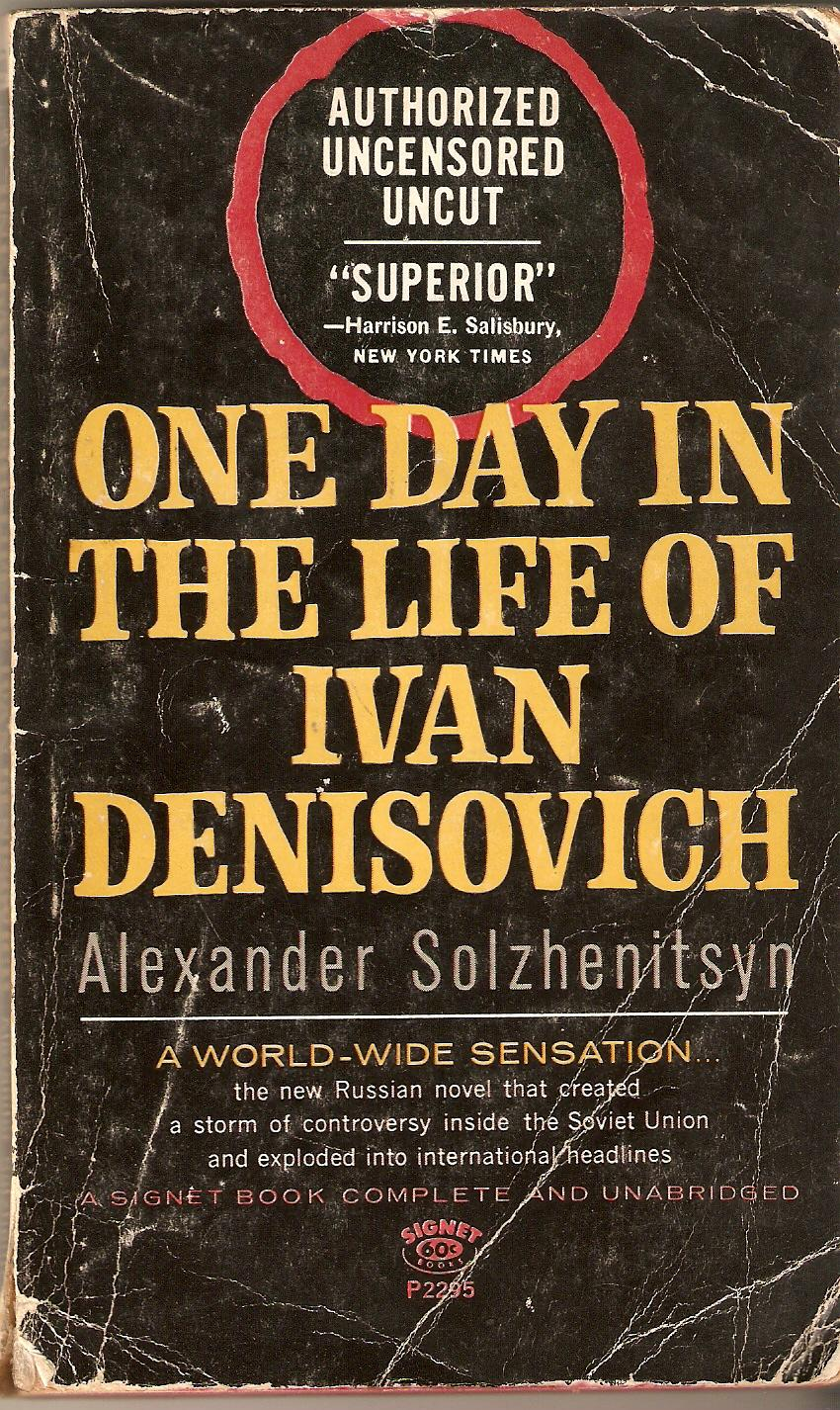
Omslag van de Engelse vertaling

Een dag uit het leven van Ivan Denisovitsj is een hoorspel naar de kampnovelle Odin den' iz zhizni Ivana Denisovitsja (1962) van Aleksandr Solzjenitsyn. Nicholas Bethel zorgde voor een bewerking en Alfred Pleiter vertaalde ze. De AVRO zond het hoorspel uit op donderdag 19 december 1968. De regisseur was Dick van Putten. De uitzending duurde 85 minuten.

## Rolbezetting
- Bert van der Linden (Ivan Denisovitsj Sjoechov)
- Huib Orizand (Boejinovski, bijgenaamd "de Admiraal")
- Robert Sobels (Tsjoerin, brigadeleider)
- Hans Veerman (Caesar)
- Paul Deen (Aljosja)
- Tom van Beek (Fetsjoekov)
- Harry Bronk (Kolja)
- Jos van Turenhout (Der)
- Jan Apon (Tartaarse bewaker)
- Tonny Foletta & Hans Karsenbarg (twee andere bewakers)
- Joke Hagelen (een kampomroepster)

## Inhoud
Anno 1950. In een afgelegen deel van Midden-Siberië staat een complex van lange, houten barakken. Het is vijf uur ’s morgens, twee uur voor zonsopgang. De barakken baden in het licht van zoeklichten op hoge wachttorens aan de rand van het kamp, dat aan alle kanten omgeven is door prikkeldraad. Het is −20 °C en de barakken zijn onverwarmd. Het is nog een half uur voor het arbeidsappel. De mannen in het kamp worden wakker en klimmen grommend en protesterend uit hun kribben. Een van hen is Ivan Denisovitsj Sjoechov. Hij zit al acht jaar in dit soort kampen. Hij herinnert het zich nog wel: de Russische troepen deden indertijd niets anders dan zo snel mogelijk terugtrekken, wat bijna nooit snel genoeg bleek te zijn. Vijf man en hij slaagden erin aan de moffen te ontsnappen. Hij wist door de linies te komen, maar werd onvoorzichtig en kwam onder vuur van eigen troepen te liggen. Die dachten dat hij een Wit-Russische emigrant was. Er was geen tijd voor allerlei ambtenarij en daar ging hij voor tien jaar de kampen in, voor tienmaal 365 dagen verschrikking en ellende…